# Trädpiplärka
Trädpiplärka (Anthus trivialis) är en fågel som tillhör släktet piplärkor i familjen ärlor. Den förekommer i i princip hela Europa österut i Asien till västra Kina och Himalaya. I Sverige är den en av de allra vanligaste fågelarterna och hittas i skogsbryn och gläntor i nästan hela landet. Fågeln övervintrar i Afrika söder om Sahara och på Indiska halvön. IUCN kategoriserar den som livskraftig.

## Kännetecken

### Utseende
Trädpiplärkan är liksom de flesta piplärkor en liten fågel med smal näbb anspråkslöst tecknad och streckad i olika nyanser av brunt, vitt och svart. Den adulta trädpiplärkan mäter 14–16 cm. Ovansidan är brun med svartaktig streckning, undersidan är vit med gulaktigt kraftigt streckat bröst och svagare streckade kroppssidor. De yttre stjärtfjädrarna är vita. I större delen av utbredningsområdet är största förväxlingsrisken  ängspiplärkan (Anthus pratensis), men trädpiplärkan har en kraftigare näbb och en tydlig kontrast mellan det gulaktiga bröstet och den vita buken. Trädpiplärkan har vidare en rosa näbbas till skillnad från ängspiplärkans gula, och trädpiplärkan har också kortare bakklo.
Skillnader finns även i beteende. Trädpiplärkan födosöker på marken men syns oftare sittande på trädgrenar medan ängspiplärkan mer håller till på marken. Ängspiplärkan har en "hoppande", kort flykt medan trädpiplärkan flyger ryckvis i korta bågar.

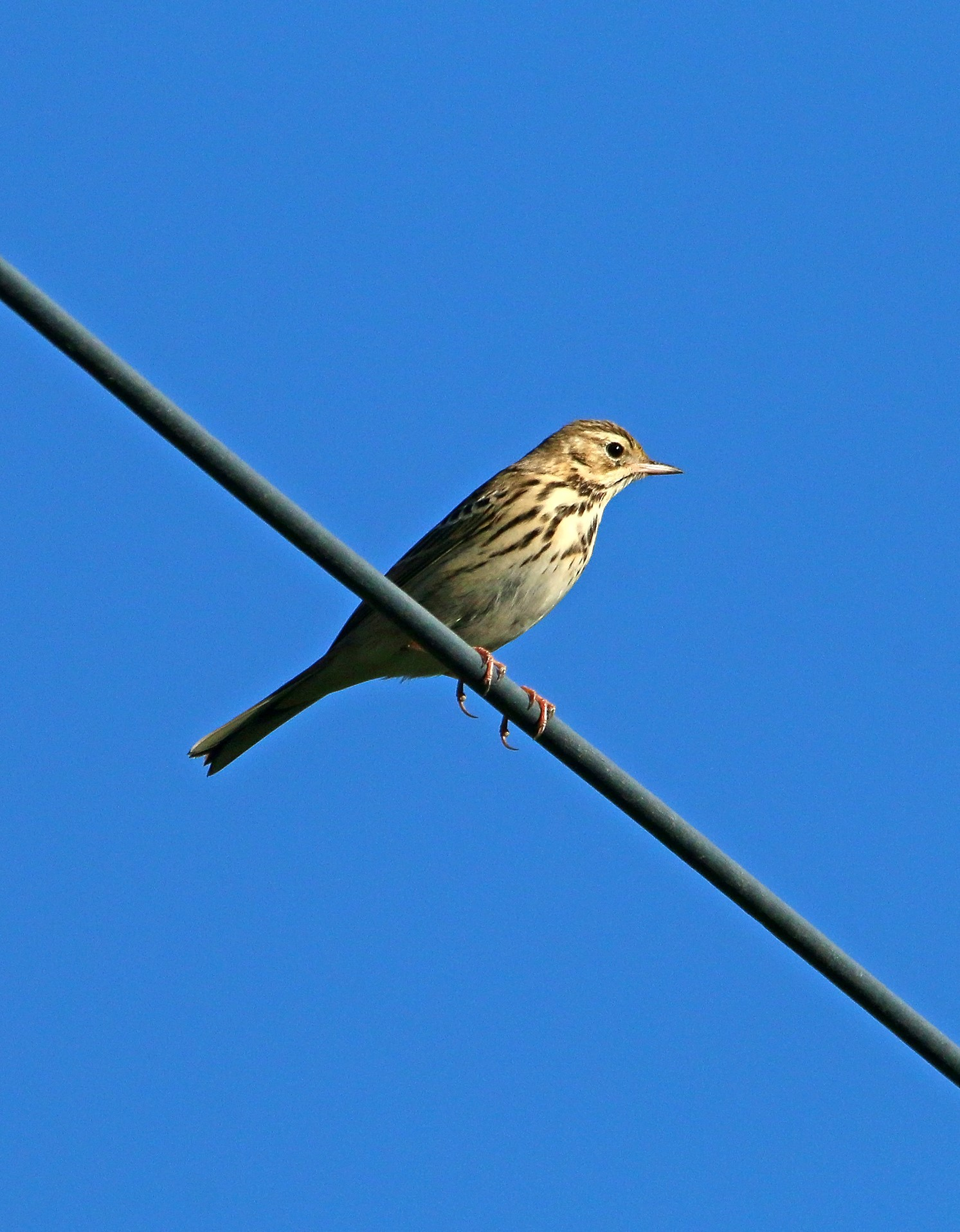
På sittande fågel syns den för trädpiplärkan och dess närmaste släktingar relativt korta och krökta bakklon, en anpassning till fågelns mer trädlevande vanor än exempelvis ängspiplärkan.

Mest lik är trädpiplärkan den östligare systerarten sibirisk piplärka, som även den har kortare bakklo, olikt andra piplärkor. Denna är dock mer gröntonad och mindre streckad på ovansidan, men kraftigare fläckad på bröstet. Vidare är ansiktsteckningen annorlunda, med tydligare ögonbrynsstreck och kantas ovan av svart samt en karakteristisk isolerad svartkantad ljus fläck bakom örontäckarna.

### Läte
Främst skiljer man träd- och ängspiplärka på lätena. Trädpiplärkans lockläte är ett rakt och strävt "spihz". Dess sång, som är högljudd och melodisk, framför den på ett karakteristiskt sätt. Då den flyger från ett träd ljuder kort från flyktens högsta punkt ett "tsitsitsivisvisvis", sedan följer en drill och i glidflykt vänder fågeln med stelt utspärrade vingar under högljudda "sia sia sia sia" tillbaka till utgångspunkten eller en annan sångplats. Den sjunger även mitt på dagen då många andra arter är tysta.

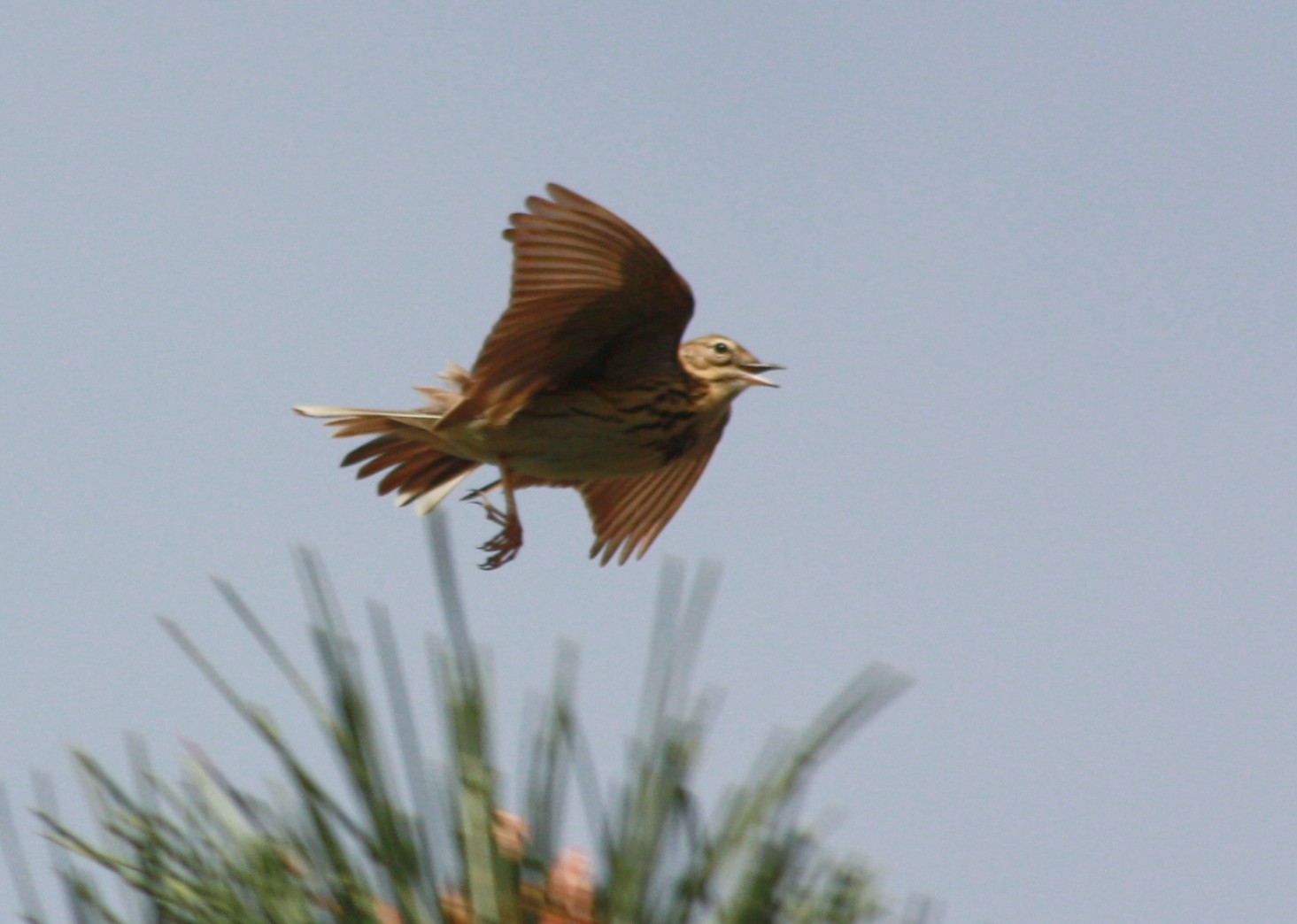
Trädpiplärka under sångflykt.

Den sibiriska piplärkans sång har kortare strofer med ljusare och mjukare röst, i tonen påminnande om järnsparv (Prunella modularis). Tempot är hela tiden högt och drillarna torrare, vilket för tanken snarare till rödstrupig piplärka (Anthus cervinus). Locklätet är dock mycket likt, möjligen något finare, tunnare och mer utdraget.

## Utbredning och systematik
Trädpiplärkan häckar i nästan hela Europa och i delar av Asien så långt österut som till östra Sibirien. Den är en flyttfågel som övervintrar i Afrika och södra Asien. Arten är närmast släkt med den östligare arten sibirisk piplärka (Anthus hodgsoni). De utgör en grupp piplärkor tillsammans med tre mycket lokalt förekommande arter: nilgiripiplärkan (A. nilghiriensis) i södra Indien, papuapiplärkan (A. gutturalis) på Nya Guinea samt den märkliga burupiplärkan (A. ruficollis), endast förekommande på ön Buru i Indonesien och som fram tills nyligen troddes tillhöra en helt annan fågelfamilj, glasögonfåglarna (Zosteropidae).

### Underarter
Trädpiplärkan delas vanligtvis upp i två underarter med följande utbredning:
- Anthus trivialis trivialis, inkl. differens och schlueteri (Clancey, 1987) – nominatformen häckar från Europa österut till norra Iran, Sibirien och nordvästra Kina; övervintrar i Afrika söder om Sahara samt på Indiska halvön.
- Anthus trivialis haringtoni (Witherby, 1917) – häckar i nordvästra Himalaya i norra Pakistan och i det allra nordvästligaste delarna av Indien; övervintrar på Indiska halvön.

### Förekomst i Sverige
Trädpiplärkan är mycket vanlig som häckfågel i nästan hela Sverige. Med en uppskattad population på 2,4 miljoner häckande par är den Sveriges sjätte talrikaste fågelart. Den lämnar Sverige i augusti-september och återkommer i april–maj.

## Ekologi
Trädpiplärkan föredrar skogsbryn, gläntor och ängar med enstaka träd. Den födosöker på marken, främst insekter, men ibland äter den också frön. Vid fara flyger den ofta och sätter sig i ett träd.

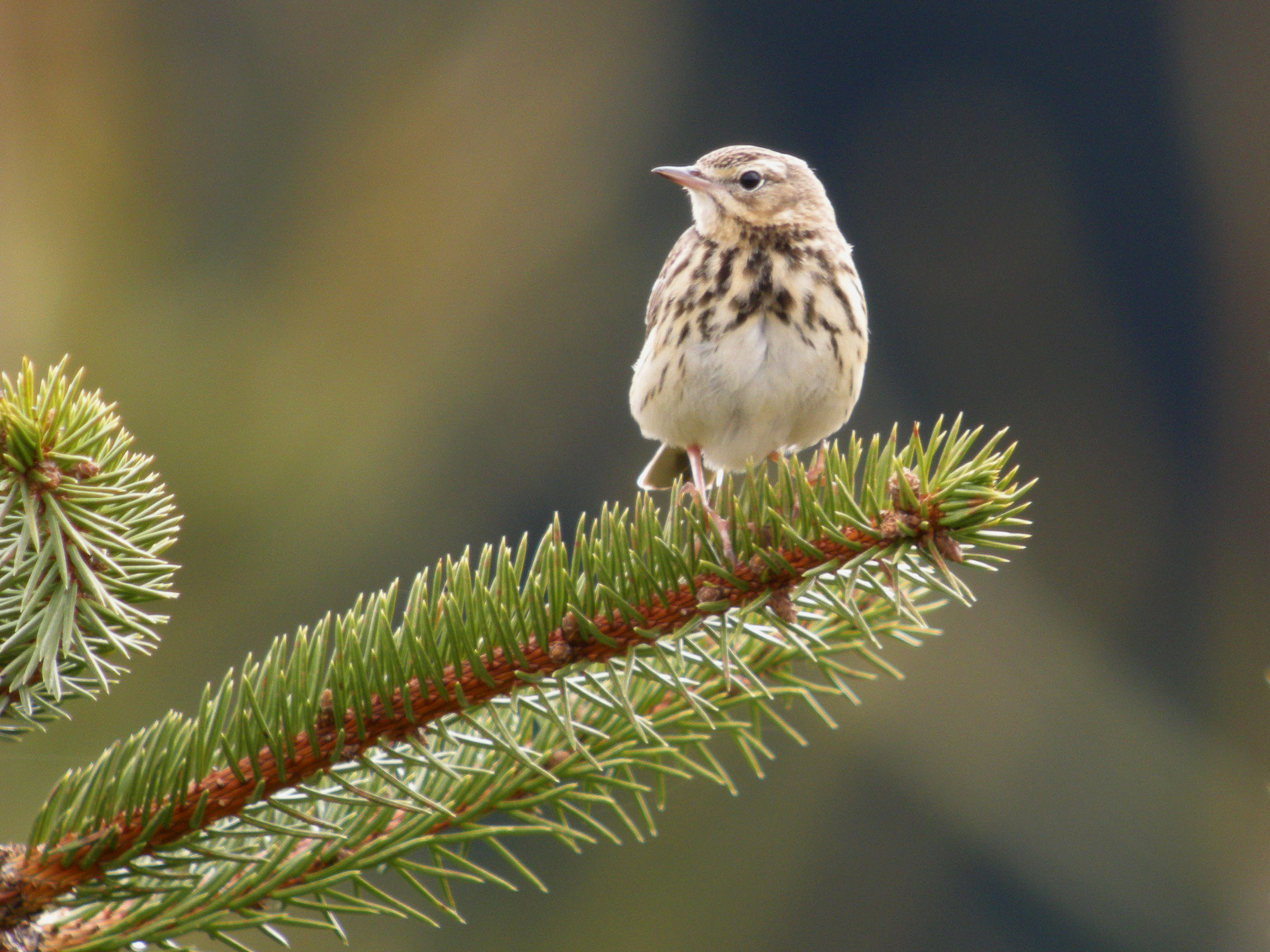

### Häckning

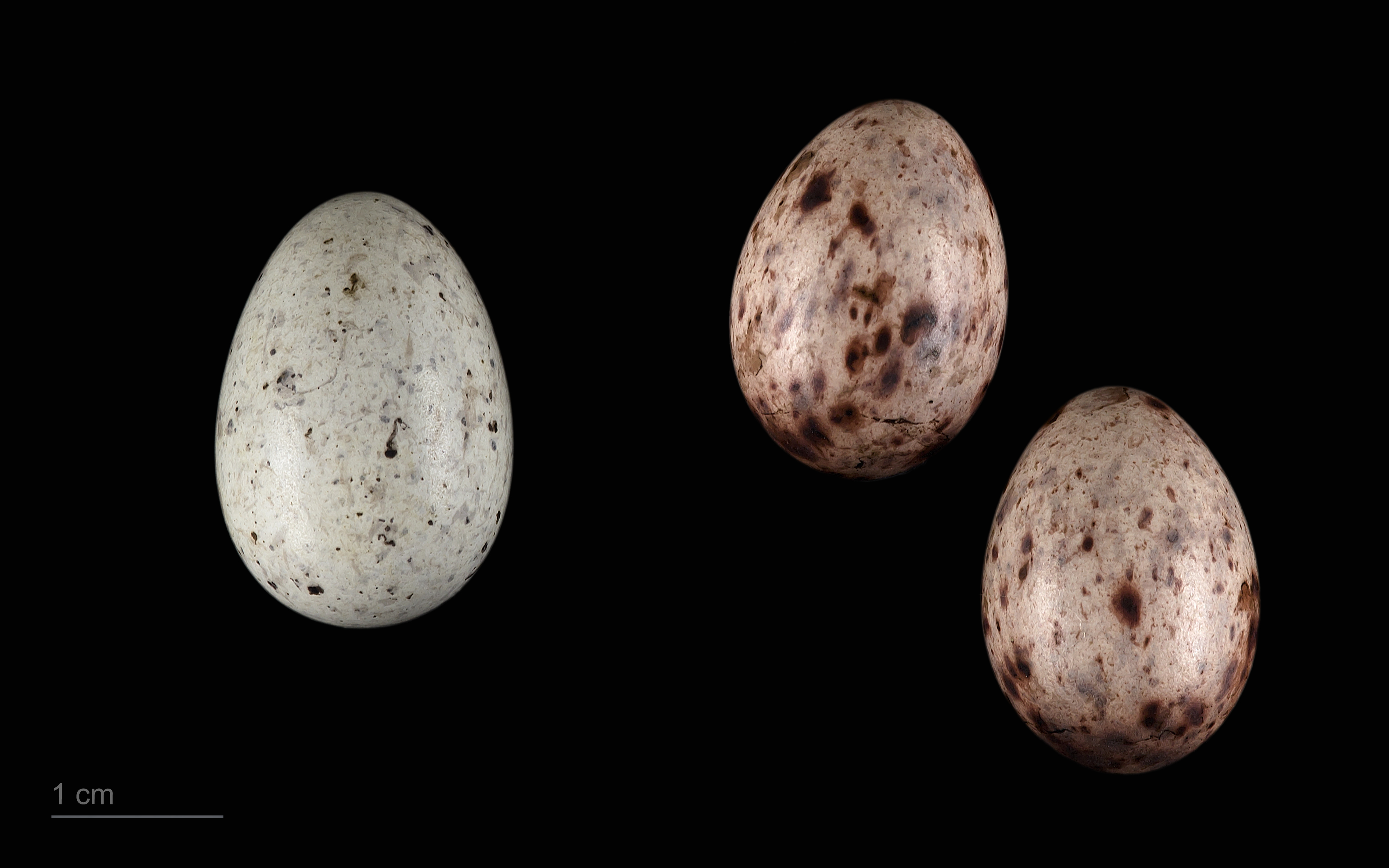
Cuculus canorus canorus + Anthus trivialis

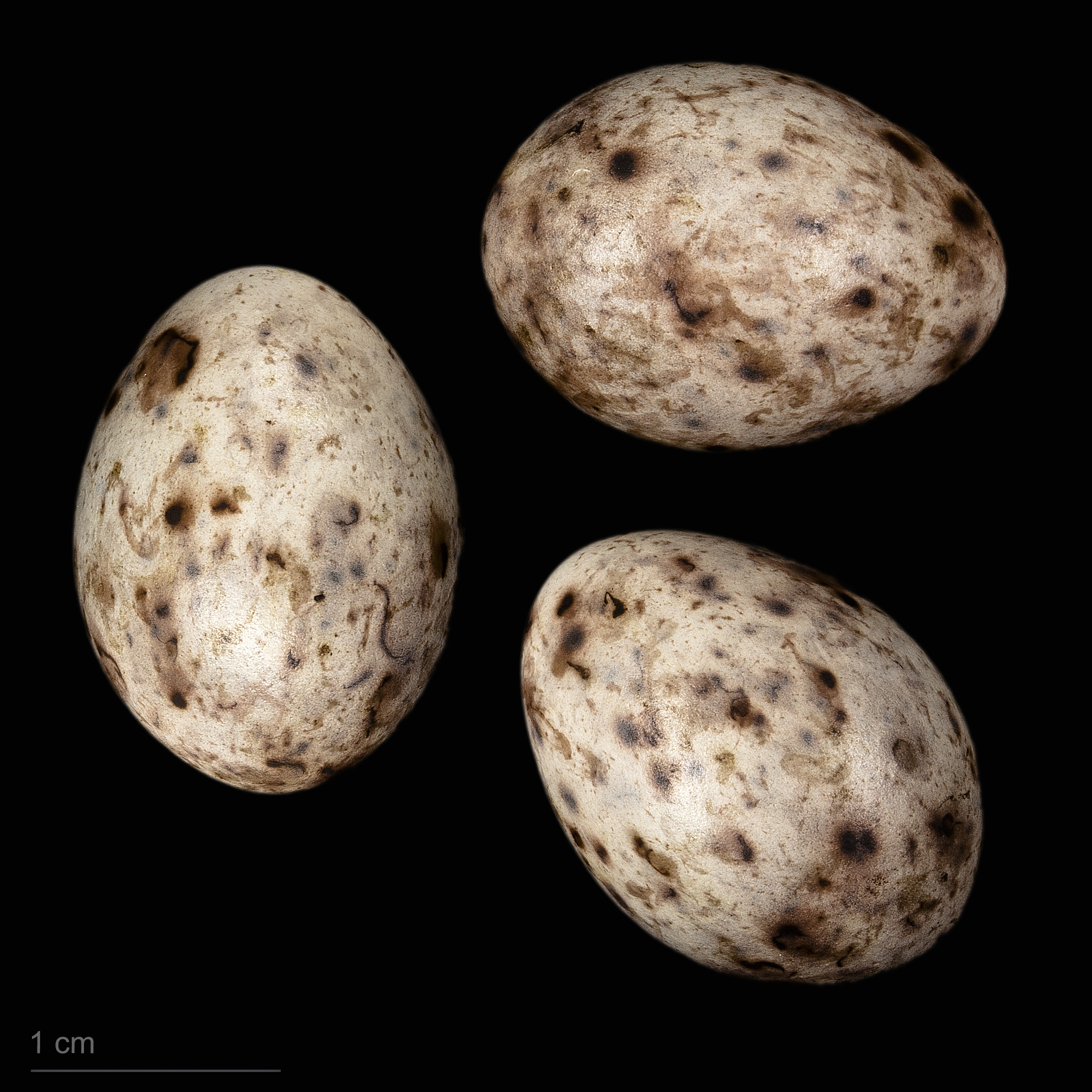
Anthus trivialis trivialis

Trädpiplärkan gömmer sitt bo på marken under grästovor eller buskar. Boet består av strån och mossa. Trädpiplärkan lägger vanligen fem ägg, som är mycket varierat gråvita med fina bruna fläckar. Det finns två häckningar per säsong mellan maj och slutet av juni eller början av juli. Äggen ruvas i tio till elva dagar. Båda föräldrarna matar sedan ungarna i tolv till 14 dagar. Ungfåglarna lämnar boet redan innan de blir flygga och håller sig gömda på marken.

## Status och hot
Arten har ett stort utbredningsområde och en stor population, men tros minska i antal, dock inte tillräckligt kraftigt för att den ska betraktas som hotad. Internationella naturvårdsunionen IUCN kategoriserar därför arten som livskraftig (LC). I Europa tros det häcka mellan 26,9 och 38,1 miljoner par. Europa antas utgöra ungefär hälften av artens utbredningsområde, varför världspopulationen mycket preliminärt kan uppskattas till 100–160 miljoner vuxna individer.
Även i Sverige anses beståndet vara livskraftigt. Med en uppskattad population på 2,4 miljoner häckande par är den Sveriges sjätte talrikaste fågelart.

## Namn
Trädpiplärkans vetenskapliga artnamn trivialis är latin och betyder "allmän" eller "vanlig".